# Iranotherium

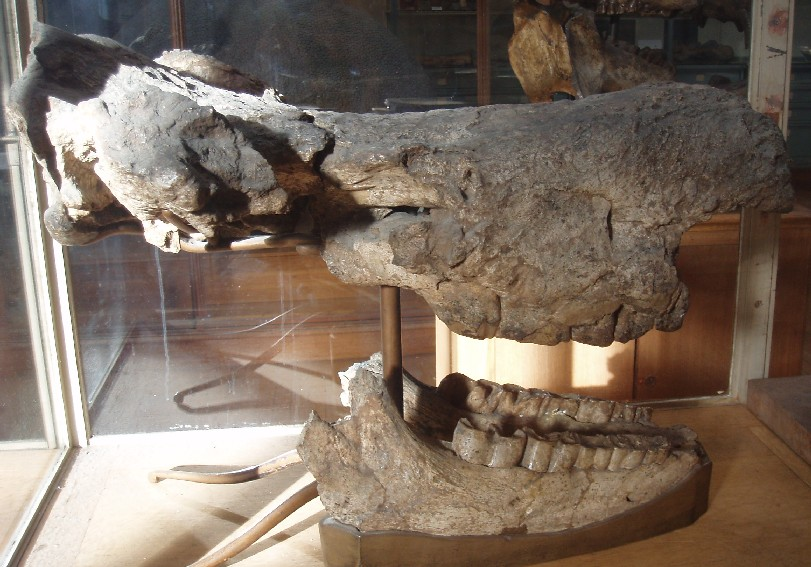
Cráneo de Iranotherium morgani

Iranotherium («bestia de Irán») es un género extinto de mamífero rinocerótido, tan grande como un moderno rinoceronte blanco. Se encontraba en Medio Oriente y Asia Central. Fue un precursor de Sinotherium, y pudo haber sido finalmente desplazado por su descendiente.
Los machos eran más grandes que las hembras y tenían marcas musculares más desarrolladas en el arco cigomático, lo que sugiere un fuerte dimorfismo sexual.

## Descripción
Iranotherium era un rinoceronte grande, pero no alcanzó el tamaño de géneros simultáneos o posteriores de Elasmotheria. Es conocido por algunos cráneos muy bien conservados. Estos tienen entre 71 y 78 cm de largo, de forma larga y estrecha. El hueso occipital estaba significativamente alargado y en ángulo agudo, por lo que los animales tenían una postura baja de la cabeza. Tenía una protuberancia pronunciada como un punto de unión a los músculos del cuello. El hueso nasal era grueso y se extendía largo y estrecho en el área frontal. Además, mostraba una forma claramente redondeada en la vista lateral. Las típicas osificaciones del tabique nasal de Elasmotherium aún no se habían desarrollado en Iranotherium. 
Las estructuras rugosas en la superficie del hueso nasal indican, por un lado, la posición del cuerno en el área central del hueso nasal, y por otro lado también indican, debido a la fuerte expresión de estas formaciones, que debe haber sido bastante grande. La cuenca del ojo estaba por encima del centro del molar posterior.
La mandíbula inferior era estrecha pero robusta y tenía una longitud de aproximadamente 54 cm. Tuvo una gruesa sínfisis que llegó a la mitad del tercer premolar. Carecían de dientes frontales (incisivos y caninos) y los molares, muy adelantados, comprendían tres premolares y tres molares, tanto superiores como inferiores, de modo que la fórmula dentaria para animales adultos era la siguiente: {\displaystyle {\tfrac {0.0.3.3}{0.0.3.3}}}.

## Galería

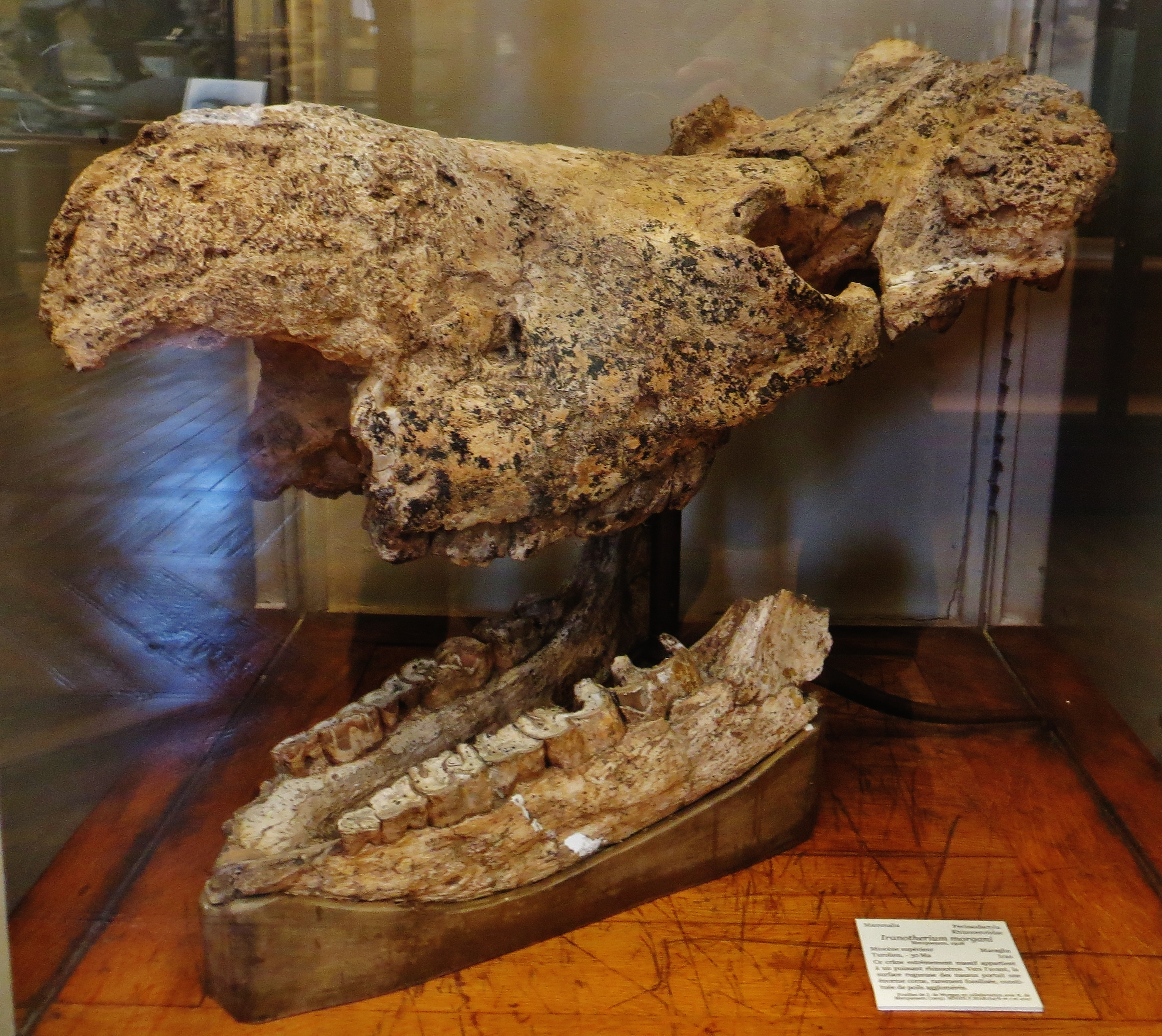
Cráneo de Iranotherium morgani.
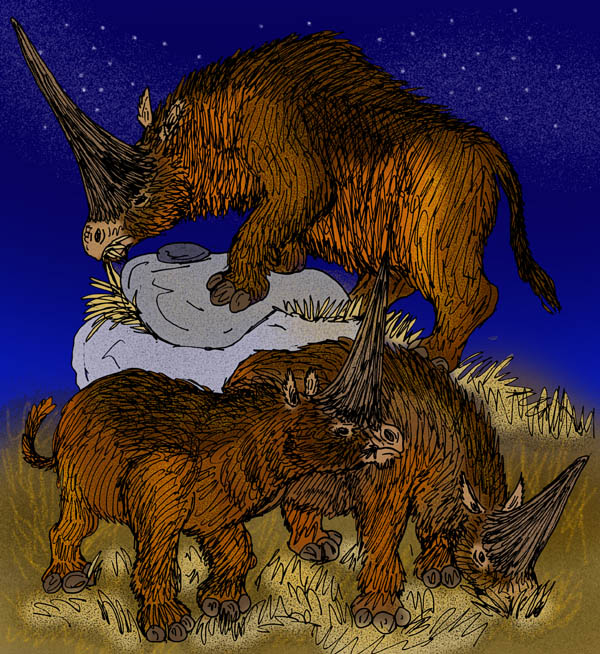
Recreación de Iranotherium morgani.